# Kén-trioxid
A kén-trioxid (SO3) higroszkópos folyadék, szervetlen vegyület. Szobahőmérsékleten cseppfolyós, kissé lehűtve fehér kristályokat alkot. A kén-trioxid erős roncsoló, maró hatással bír az élő szervezetekre, nagyon mérgező, erőteljes nedvszívó tulajdonságú. Légnemű állapotban jelentős szennyezőanyag, a savas eső fő okozója. A kén egyik oxidja, amelyben egy központi kénatomhoz kapcsolódik 3 oxigénatom. Benne a kén oxidációs száma +6, az oxigénatomoké -2. Ezen kívül a kén-trioxid a kénsav savanhidridje is.

## Szerkezete, tulajdonságai

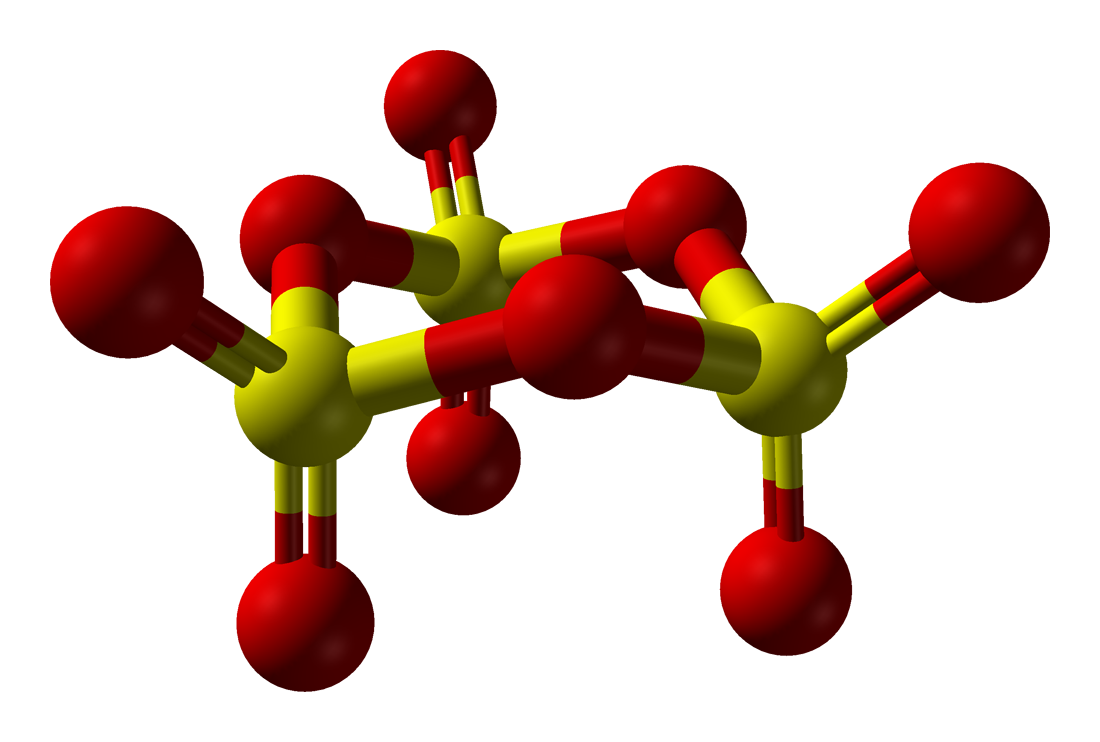
A kén-trioxid gyűrűs trimerje (S_{3}O_{9})

Az SO3 képletű oxid szobahőmérsékleten színtelen, folyadék halmazállapotú. Polimerizálódik S3O9 összetételű gyűrű keletkezése közben. Polimerizálódhat lineáris (SO3)n makromolekulákká is. A makromolekuláris szerkezetű kén-trioxid szilárd halmazállapotú, külseje az azbeszthez hasonlít. Mindkét esetben stabilabb, tetraéderes szerkezet alakul ki.

## Előállítása
Kén-dioxid tovább oxidálásával állítják elő, vanádium-pentoxid jelenlétében:
{\displaystyle {\ce {2SO2 + O2 <=> 2SO3}}}
Keletkezhet piroszulfátok bomlása során is, magas hőmérsékleten:
{\displaystyle {\ce {Na2S2O7 -> Na2SO4 + SO3}}}
Laboratóriumban tömény kénsavból állítható elő foszfor-pentoxiddal:
{\displaystyle {\ce {H2SO4 + P2O5 -> SO3 + 2 HPO3}}}

## Felhasználása
Vízzel kénsavvá egyesül:
{\displaystyle {\ce {H2O + SO3 -> H2SO4}}}
A fenti reakció azonban oly heves, hogy együtt kénsavködöt képeznek, ez nehezen cseppfolyósítható. Ezért a kénsavgyártásban a kén-trioxidot tömény kénsavban nyeletik el, ez óleumot (dikénsavat) eredményez, ezt vízzel hígítják, így kapnak kénsavat.
{\displaystyle {\ce {H2SO4 + SO3 -> H2S2O7}}}
{\displaystyle {\ce {H2S2O7 + H2O -> 2 H2SO4}}}